# Obozne, Sloveanoserbsk
Obozne (în ucraineană Обозне) este un sat în comuna Vesela Hora din raionul Sloveanoserbsk, regiunea Luhansk, Ucraina.

## Demografie
Componența lingvistică a localității Obozne
     Ucraineană (64,93%)
     Rusă (35,07%)
Conform recensământului din 2001, majoritatea populației localității Obozne era vorbitoare de ucraineană (64,93%), existând în minoritate și vorbitori de rusă (35,07%).